# ورونا فان د لور
ورونا فان د لور (به انگلیسی: Verona van de Leur) ژیمناست زادهٔ ۲۷ دسامبر ۱۹۸۵ میلادی اهل کشور هلند است.